# Jennifer Suhr
Jennifer "Jenn" Suhr (Stuczynski) (Fredonia, 5 de Fevereiro de 1982) é uma atleta e campeã olímpica norte-americana especialista no salto com vara.

## Carreira

### 2008 - 2012
Em Pequim 2008 conquistou a medalha de prata com a marca de 4,80 m, após três tentativas para saltar 4,85 m, que renderam o ouro a Yelena Isinbayeva.
Após estes Jogos, mais uma vez Stuczynski foi superada por Isinbayeva, dessa vez foi pela etapa de Zurique da Liga de Ouro, onde saltou 4,75m, marca igualada no Campeonato do Mundo de Atletismo em Pista Coberta de 2008, e a russa saltou 4,88 m. sendo a recordista americana da prova, com as marcas de 4,92 m outdoor e 4,88 m indoor, sendo a segunda melhor do mundo atualmente.

### Londres 2012
Em Londres 2012, garantiu a medalha de ouro, ao empatar em 4,75 m com a cubana Yarisley Silva, por falhar menos do que a cubana.

### 2013 - 2016
Em março de 2013, ela bateu o recorde mundial indoor, com a marca de 5,02m, superando em um centímetro o antigo recorde da russa Yelena Isinbayeva. Ela foi apenas a segunda mulher no mundo a superar a marca dos cinco metros.
Em 30 de janeiro de 2016 Jennifer Suhr acrescentou um centímetro ao seu recorde do mundo do salto com vara em pista coberta, para 5,03 metros, no decorrer de uma prova em Brockport, Nova Iorque.
Na Rio 2016 ficou em sétimo lugar, ultrapassando apenas a marca de 4,60 m.

## Resultados
| Ano  | Competição                                               | Local        | Posto | Marca   |
| ---- | -------------------------------------------------------- | ------------ | ----- | ------- |
| 2005 | Campeonato Norte-Americano de Atletismo em Pista Coberta | Boston       | 1ª    | 4,35 m. |
| 2006 | Campeonato Norte-Americano de Atletismo em Pista Coberta | Boston       | 3ª    | 4,50 m. |
| 2006 | Campeonato Norte-Americano de Atletismo em Pista Coberta | Indianápolis | 1ª    | 4,55 m. |
| 2006 | Copa do Mundo de Atletismo                               | Stuttgart    | 3ª    | 4,60 m. |
| 2007 | Campeonato Norte-Americano de Atletismo em Pista Coberta | Boston       | 1ª    | 4,60 m. |
| 2008 | Campeonato do Mundo de Atletismo em Pista Coberta        | Valência     | 2ª    | 4,75 m. |
| 2008 | Jogos Olímpicos                                          | Pequim       | 2ª    | 4,80 m. |
| 2012 | Jogos Olímpicos                                          | Londres      | 1ª    | 4,75 m. |
| 2013 | Campeonato Norte-Americano de Atletismo em Pista Coberta | Albuquerque  | 1ª    | 5,06 m. |